# 小行星9401
小行星9401（英語：9401）是一颗围绕太阳公转的小行星。1994年10月13日，清水義定、浦田武在那智胜浦町发现了此天体。
这颗小行星的绝对星等为315.5371076249453等。